# Стариня (Поморське воєводство)
Стариня (пол. Starynia, нім. Altenau) — село в Польщі, у гміні Ліхнови Мальборського повіту Поморського воєводства.
Населення — 64 особи (2011).
У 1975-1998 роках село належало до Ельблонзького воєводства.

## Демографія
Демографічна структура станом на 31 березня 2011 року:
|          | Загалом | Допрацездатний вік | Працездатний вік | Постпрацездатний вік |
| -------- | ------- | ------------------ | ---------------- | -------------------- |
| Чоловіки | 34      | 7                  | 24               | 3                    |
| Жінки    | 30      | 7                  | 17               | 6                    |
| Разом    | 64      | 14                 | 41               | 9                    |